# آنکوکالا (پرو)
آنکوکالا (به اسپانیایی: Ancocala) یک کوه در پرو است که در Peru, Arequipa Region واقع شده‌است. آنکوکالا ۴٬۷۷۶ متر بالاتر از سطح دریا واقع شده‌است.